# Ligier Richier

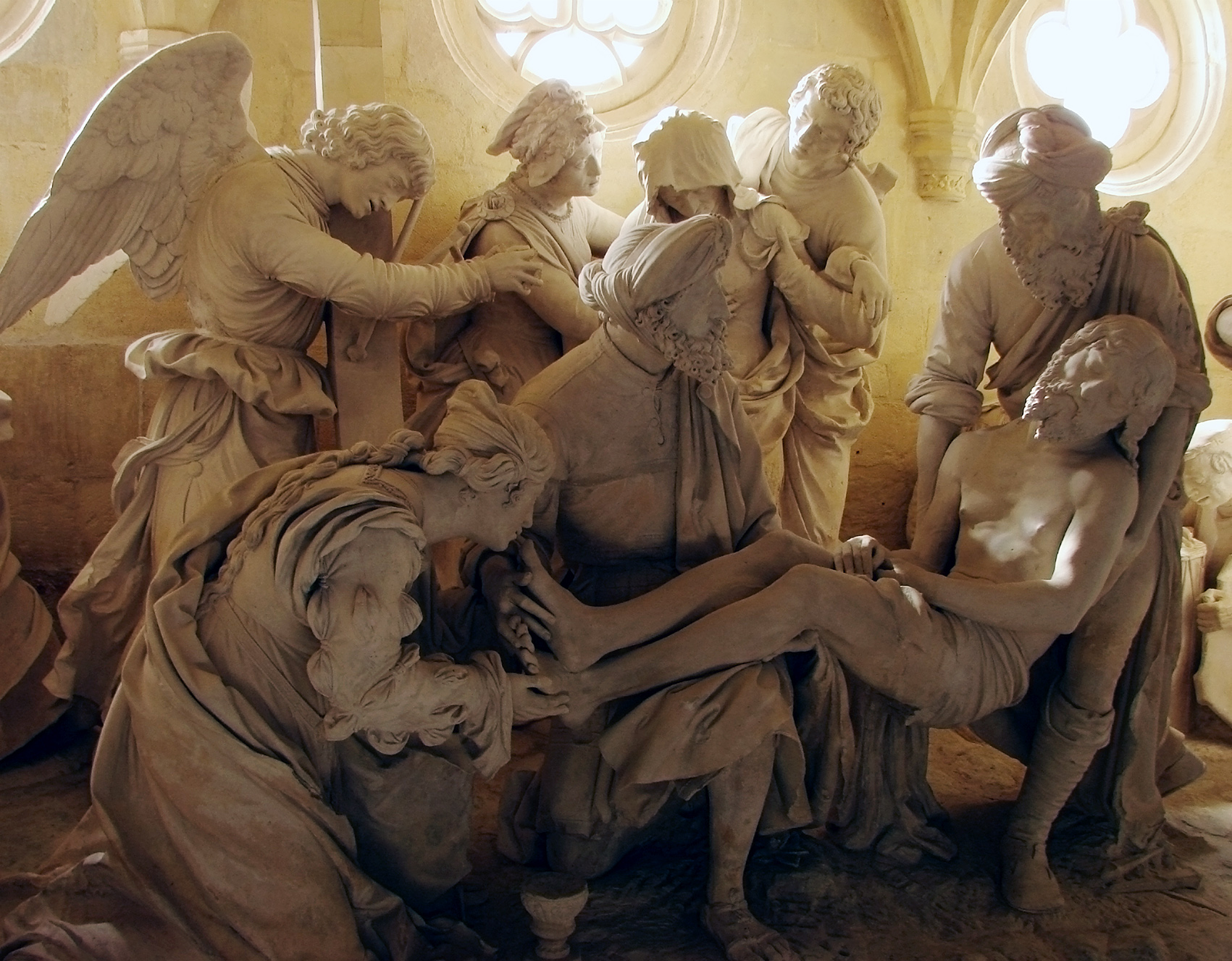
Lamentação de Cristo, Igreja de Santo Estêvão, Saint-Mihiel, França.

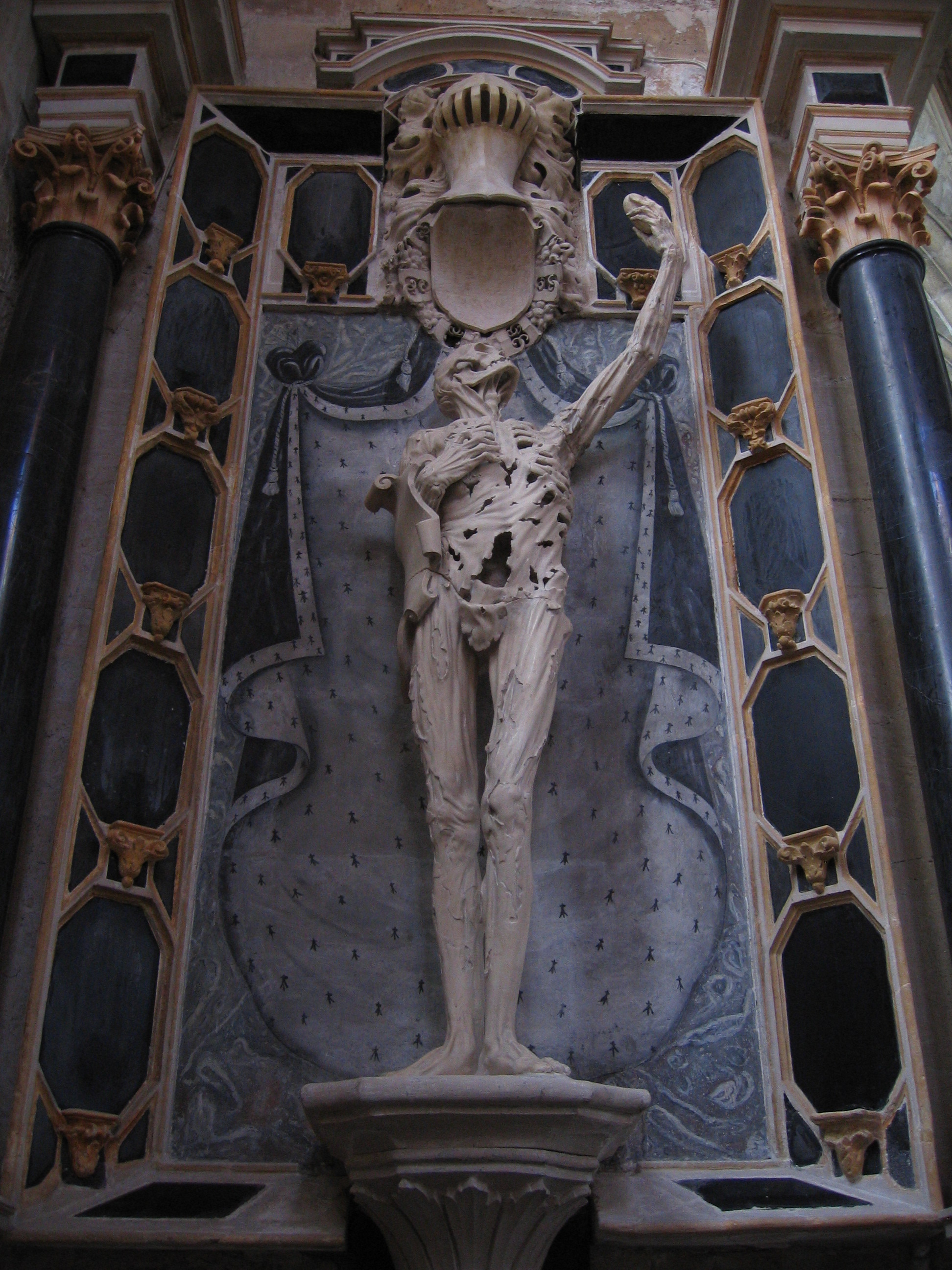
O Transi de Renato de Chalon, Igreja de Santo Estêvão, Bar-le-Duc, França.

Ligier Richier (c. 1500-1567) foi um escultor francês ativo em Saint-Mihiel, no nordeste da França. 
Richier trabalhou principalmente nas igrejas de sua terra natal, Saint-Mihiel, e, a partir de 1530, desfrutou do patronato de de António I, Duque da Lorena. Embora Richier também trabalhasse em madeira, ele preferia a pedra calcária pálida e macia, com seus grãos finos e poucas veias, extraída em Saint Mihiel e Sorcy. Quando trabalhava nesse meio, ele experimentava com técnicas refinadas de polimento, com as quais ele era capaz de dar à pedra uma aparência de mármore.
Um de seus melhores trabalhos é o Groupe de la Passion, composto de 13 figuras em tamanho natural, e que pode ser encontrado na Igreja de Santo Estêvão. Essa obra também conhecida como a Phammoison de la Vierge (O Desmaio da Virgem). Sua obra Transi de Renato de Chalon está na igreja de Saint-Etienne em Bar-le-Duc. Feita em pedra calcária, ela representa o cadáver de Renato de Chalon, Príncipe de Orange (que morreu em 15 de julho de 1544) na forma de um cadáver decomposto que segura o seu próprio coração. Outros trabalhos atribuídos a ele estão na Igreja de São Pedro, em Bar-le-Duc, e no Louvre, em Paris.  

## Carreira
Embora pouco se saiba da vida pessoal de Ligier Richier, existem registros de que em 1560, com os outros que moram em Saint-Mihiel, ele solicitou ao duque de Lorena autorização para praticar a religião protestante reformada. Ele aparentemente não teve sucesso, pois em 1564 ele se juntou à sua filha Bernadine em Genebra, na Suíça. Ela havia se casado com Pierre Godart, outro protestante que deixou Lorena por causa de suas crenças religiosas. Richier permaneceu em Genebra até sua morte, em 1567. 
Talvez mais do que qualquer outro artista francês de sua época, Ligier Richier produziu algumas obras notáveis ligadas à Paixão; uma mistura de calvários, pietás e "mise au tombeau" (representações do Santo Sepulcro). Alguns pesquisadores acreditam que ele nasceu em Dragonville perto de Commercy, mas há evidências de que ele nasceu em Saint-Mihiel. Não está claro quando Richier nasceu. 
Richier realizou obras para a igreja paroquial em Briey e para a igreja de Saint-Étienne em Bar-le-Duc, a famosa "mise au tombeau" para a igreja de Santo Estêvão em Saint-Mihiel, uma pietà para uma igreja em Étain, uma representação da Virgem Maria desmaiando para a igreja de São Miguel em Saint-Mihiel, e outras obras em aldeias vizinhas e cidades da Lorena. Ele também executou algumas estátuas funerárias, incluindo a estátua no túmulo de René de Chalon, morto em 1544 na Batalha de Saint-Dizier, localizada na igreja de Santo Estêvão em Bar-le-Duc. Ele também produziu uma escultura para o túmulo de Philippa de Gueldres, a viúva do duque Renato II da Lorena em Pont-à-Mousson, onde ela morreu em 1547.
 

A partir de 1530, Richier trabalhou sob a proteção do duque Antônio da Lorena, para quem ele fez trabalhos importantes. Embora também trabalhasse em madeira, ele preferia o calcário macio disponível nas pedreiras de Saint-Mihiel e Sorcy e, desenvolvendo novas técnicas de polimento, conseguindo dar ao calcário uma aparência de mármore.